# Élections au Parlement de Cantabrie de 2023
Les élections au Parlement de Cantabrie de 2023 (en espagnol : elecciones al Parlamento de Cantabria de 2023) se tiennent le dimanche 28 mai 2023, afin d'élire les 35 députés de la XIe législature du Parlement de Cantabrie pour un mandat de quatre ans.

## Mode de scrutin
Le Parlement de Cantabrie (Parlamento de Cantabria) est une assemblée parlementaire monocamérale constituée de 35 députés (diputados), élus pour une législature de quatre ans au suffrage universel direct selon les règles du scrutin proportionnel d'Hondt par l'ensemble des personnes résidant dans la communauté autonome où résidant momentanément à l'extérieur de celle-ci, si elles en font la demande.

### Convocation du scrutin
Conformément à l'article 10 du statut d'autonomie de la Cantabrie, le Parlement est élu pour un mandat de quatre ans, le quatrième dimanche du mois de mai. L'article 18 de la loi électorale cantabrique du 27 mars 1987 précise que les élections sont convoquées par le président de Cantabrie au moyen d'un décret publié le cinquante-quatrième jour précédant la date des élections,.

### Nombre de députés
Puisque l'article 10 du statut d'autonomie prévoit que le nombre de députés « sera fixé entre 35 et 45 », l'article 17 de la loi électorale dispose que le nombre de parlementaires est fixé à 35. L'article 10 précise que le territoire de la communauté autonome forme une circonscription électorale unique.

### Présentation des candidatures
Peuvent présenter des candidatures, : 
- les partis ou fédérations politiques enregistrées auprès du registre des associations politiques du ministère de l'Intérieur ;
- les coalitions électorales de ces mêmes partis ou fédérations dûment constituées et inscrites auprès de la commission électorale au plus tard 15 jours après la convocation du scrutin ;
- et les électeurs de la circonscription, s'ils représentent au moins 1 % des inscrits.

### Répartition des sièges
Seules les listes ayant recueilli au moins 5 % des suffrages valides — qui correspondent au total des suffrages exprimés et des votes blancs — dans la circonscription peuvent participer à la répartition des sièges à pourvoir dans cette même circonscription, qui s'organise en suivant différentes étapes : 
- les listes sont classées en une colonne par ordre décroissant du nombre de suffrages obtenus ;
- les suffrages de chaque liste sont divisés par 1, 2, 3... jusqu'au nombre de députés à élire afin de former un tableau ;
- les mandats sont attribués selon l'ordre décroissant des quotients ainsi obtenus[4],[7],[8].

Lorsque deux listes obtiennent un même quotient, le siège est attribué à celle qui a le plus grand nombre total de voix ; lorsque deux candidatures ont exactement le même nombre total de voix, l'égalité est résolue par tirage au sort et les suivantes de manière alternative.

## Campagne

### Principales forces politiques
| Force politique | Force politique                                                          | Force politique | Idéologie                                                                       | Chef de file                        | Résultats en 2019          |
| --------------- | ------------------------------------------------------------------------ | --------------- | ------------------------------------------------------------------------------- | ----------------------------------- | -------------------------- |
|                 | Parti régionaliste de Cantabrie (es) Partido Regionalista de Cantabria   | PRC             | Centre à centre gauche Régionalisme, progressisme                               | Miguel Ángel Revilla (Président)    | 37,6 % des voix 14 députés |
|                 | Parti populaire (es) Partido Popular                                     | PP              | Centre droit à droite Libéral-conservatisme, démocratie chrétienne              | María José Sáenz de Buruaga         | 24,0 % des voix 9 députés  |
|                 | Parti socialiste ouvrier espagnol (es) Partido Socialista Obrero Español | PSOE            | Centre gauche Social-démocratie, progressisme, régionalisme                     | Pablo Zuloaga (es) (Vice-président) | 17,6 % des voix 7 députés  |
|                 | Ciudadanos (fr) Citoyens                                                 | Cs              | Centre droit à droite Libéralisme, réformisme, unionisme                        | Félix Álvarez                       | 7,9 % des voix 3 députés   |
|                 | Vox                                                                      | Vox             | Droite radicale à extrême droite Néo-franquisme, centralisme, ultranationalisme | Leticia Díaz (es)                   | 5,1 % des voix 2 députés   |
|                 | Unidas Podemos (fr) Unies, nous pouvons                                  | UP              | Gauche à extrême gauche Progressisme, socialisme démocratique, antimondialisme  | Mónica Rodero                       | 5,0 % des voix 0 député    |

## Résultat

### Participation
| Taux de participation | En 2019 | En 2023 | Différence |
| --------------------- | ------- | ------- | ---------- |
| à 14 heures           | 35,94 % | 40,76 % | 4,82       |
| à 18 heures           | 52,97 % | 57,55 % | 4,58       |
| à 20 heures           | 65,70 % | 65,31 % | 0,39       |

### Voix et sièges
| Représentation en hémicycle sur un axe gauche-droite du résultat. |                                               |         |        |       |        |               |
| Partis                                                            | Partis                                        | Voix    | %      | +/-   | Sièges | +/-           |
|                                                                   | Parti populaire (PP)                          | 116 198 | 35,78  | 11,75 | 15     | 6             |
|                                                                   | Parti régionaliste de Cantabrie (PRC)         | 67 523  | 20,79  | 16,85 | 8      | 6             |
|                                                                   | Parti socialiste ouvrier espagnol (PSOE)      | 66 917  | 20,61  | 3,01  | 8      | 1             |
|                                                                   | Vox                                           | 35 982  | 11,08  | 6,02  | 4      | 2             |
|                                                                   | Podemos-Izquierda Unida (UP)                  | 13 395  | 4,12   | 0,92  | 0      | en stagnation |
|                                                                   | Ciudadanos (Cs)                               | 7 527   | 2,32   | 5,61  | 0      | 3             |
|                                                                   | Cantabristas                                  | 5 522   | 1,70   | 1,22  | 0      | en stagnation |
|                                                                   | Parti animaliste avec l'environnement (PACMA) | 1 837   | 0,57   | 0,01  | 0      | en stagnation |
|                                                                   | Verdes Equo                                   | 1 548   | 0,48   | Nv.   | 0      | en stagnation |
|                                                                   | Autres                                        | 2 470   | 0,76   | –     | 0      | en stagnation |
|                                                                   | Blanc                                         | 5 809   | 1,79   | 0,81  |        |               |
|                                                                   |                                               |         |        |       |        |               |
| Votes valides                                                     | Votes valides                                 | 324 728 | 97,98  |       |        |               |
| Votes nuls                                                        | Votes nuls                                    | 6 685   | 2,02   |       |        |               |
| Total                                                             | Total                                         | 331 413 | 100,00 | –     | 35     | en stagnation |
| Abstentions                                                       | Abstentions                                   | 176 025 | 34,69  |       |        |               |
| Inscrits / Participation                                          | Inscrits / Participation                      | 507 438 | 65,31  |       |        |               |